# Vinica (Tomislavgrad)
Vinica es un pueblo de la municipalidad de Tomislavgrad, en Bosnia y Herzegovina.

## Superficie
Posee una superficie de 17,58 kilómetros cuadrados.

## Demografía
Hasta 2013 la población era de 718 habitantes.